# Système de défense aérienne Talaash
Le Talaash (en persan pour "Endeavour"; en français "Effort") est un système de missile sol-air mobile à longue portée iranien dévoilé en novembre 2013. Il peut tirer les missiles Sayyad-2 et Sayyad-3. Le radar de contrôle de tir utilisé par le système Talaash est un radar à réseau phasé Hafez 3D. Le système Talaash est composé de 3 véhicules, un véhicule TEL et 2 véhicules de commandement et de contrôle.
Le développement du système a commencé en 1993 en réponse à l'embargo américain ; le but était de produire un système de défense antiaérien de moyenne portée. La première version utilisait le missile Sayyad-2 capable d'abattre une cible se situant entre 50-80 km et volant à un plafond entre 20 000 - 30 000 m. Les systèmes Talaash vont à terme  remplacer tous les systèmes S-200 encore en activité dans l'armée iranienne, le système a également été intégré au réseau de radars du pays ce qui accroit son efficacité.
En 2015 le Talaash 3 est dévoilé au public, sa portée a été largement améliorée jusqu'à 200 km et il dispose d'un nouveau radar à antenne active à balayage électronique (AESA).
En 2017 le général Abolfazl Sepehri-Raad avait annoncé que la production en masse avait débuté.